# Kinpei Azusa
Kinpei Azusa (あずさ 欣平, Azusa Kinpei), né Mitsuo Hashimoto (橋本 光雄, Hashimoto Mitsuo) le 1er mai 1931 dans la préfecture de Fukushima et décédé le 24 mai 1997, était un seiyū. Il travaillait pour Aoni Production.

## Rôles

### Film d'animation
- Dragon Ball Z : Cent mille guerriers de métal : Mûri

### Téléfilm d'animation
- Dragon Ball Z : Baddack contre Freezer : Grand-père Son Gohan